# Carroll County (Missouri)
Das Carroll County ist ein County im US-amerikanischen Bundesstaat Missouri. Im Jahr 2020 hatte das County 8495 Einwohner und eine Bevölkerungsdichte von 4,7 Einwohnern pro Quadratkilometer. Der Verwaltungssitz (County Seat) ist Carrollton.

## Geografie
Das County liegt im mittleren Nordwesten von Missouri am Nordufer des Missouri River westlich der Einmündung des Grand River. Es hat eine Fläche von 1819 Quadratkilometern, wovon 20 Quadratkilometer Wasserfläche sind. An das Carroll County grenzen folgende Nachbarcountys:
| Caldwell County  | Livingston County |                 |
| Ray County       |                   | Chariton County |
| Lafayette County |                   | Saline County   |

## Geschichte

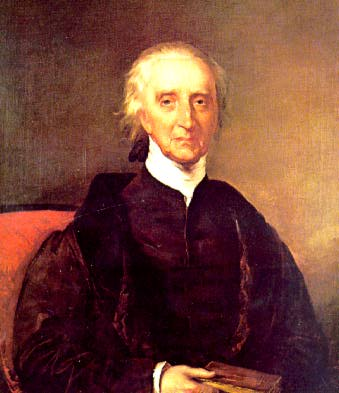
C. Carroll

Das Carroll County wurde am 2. Januar 1833 aus Teilen des Ray County gebildet. Benannt wurde es, ebenso wie die Stadt Carrollton, nach Charles Carroll (1737–1832), einem der Gründerväter und Mitunterzeichner der Unabhängigkeitserklärung der Vereinigten Staaten.

## Demografische Daten
Nach der Volkszählung im Jahr 2010 lebten im Carroll County 9.295 Menschen in 4.156 Haushalten. Die Bevölkerungsdichte betrug 5,2 Einwohner pro Quadratkilometer. In den 4.156 Haushalten lebten statistisch je 2,36 Personen.
Ethnisch betrachtet setzte sich die Bevölkerung zusammen aus 96,6 Prozent Weißen, 1,7 Prozent Afroamerikanern, 0,2 Prozent amerikanischen Ureinwohnern, 0,1 Prozent Asiaten sowie aus anderen ethnischen Gruppen; 1,1 Prozent stammten von zwei oder mehr Ethnien ab. Unabhängig von der ethnischen Zugehörigkeit waren 1,3 Prozent der Bevölkerung spanischer oder lateinamerikanischer Abstammung.
23,6 Prozent der Bevölkerung waren unter 18 Jahre alt, 57,3 Prozent waren zwischen 18 und 64 und 19,1 Prozent waren 65 Jahre oder älter. 51,2 Prozent der Bevölkerung war weiblich.

Das jährliche Durchschnittseinkommen eines Haushalts lag bei 40.912 USD. Das Prokopfeinkommen betrug 23.887 USD. 15,3 Prozent der Einwohner lebten unterhalb der Armutsgrenze.

## Orte im Carroll County
| Citys - Bogard - Bosworth - Carrollton | 0 - De Witt - Hale - Norborne | Village - Tina |

Unincorporated Communities
| - Coloma - Leta - Mandeville - Miami Station | - Miles Point - Palemon - Plymouth - Quote | - Roads - South Carrollton - Standish - Stet | - Sugartree - W B Junction - Wakenda - White Rock |

## Gliederung
Das Carroll County ist in 20 Townships eingeteilt:
| Township               | Einwohner (2010) | FIPS     |
| ---------------------- | ---------------- | -------- |
| Carrollton Township    | 4116             | 29-11584 |
| Cherry Valley Township | 23               | 29-13510 |
| Combs Township         | 234              | 29-15742 |
| De Witt Township       | 270              | 29-19360 |
| Egypt Township         | 878              | 29-21412 |
| Eugene Township        | 163              | 29-22780 |
| Fairfield Township     | 155              | 29-23302 |
| Hill Township          | 235              | 29-32176 |
| Hurricane Township     | 701              | 29-34012 |
| Leslie Township        | 143              | 29-41672 |

| Township              | Einwohner (2010) | FIPS     |
| --------------------- | ---------------- | -------- |
| Moss Creek Township   | 102              | 29-50276 |
| Prairie Township      | 169              | 29-59510 |
| Ridge Township        | 441              | 29-61832 |
| Rockford Township     | 98               | 29-62642 |
| Stokes Mound Township | 358              | 29-70882 |
| Sugartree Township    | 12               | 29-71422 |
| Trotter Township      | 205              | 29-73906 |
| Van Horn Township     | 458              | 29-75742 |
| Wakenda Township      | 364              | 29-76552 |
| Washington Township   | 170              | 29-77254 |